# Santiago Ostolaza (Fußballspieler, 1962)
Santiago Javier Ostolaza Sosa (* 10. Juli 1962 in Dolores, Uruguay) ist ein ehemaliger uruguayischer Fußballspieler und heutiger -trainer.

## Spielerlaufbahn

### Verein
Der in Dolores als Ältester von fünf Brüdern und einer Schwester geborene, El Vasco genannte Santiago Ostolaza stammt aus einer fußballaffinen Familie. Bereits sein Vater war als Torhüter aktiv, sein Onkel spielte zudem für den Verein Bella Vista de Dolores im Barrio Sur, bei dem auch Santiago Ostolaza seine ersten fußballerischen Schritte in der Jugendmannschaft unternahm. Ostolazas Vater, ebenfalls für den Jugendclub seines Sohnes auflaufend, wie auch im Jahre 2009 Carlos Ostolaza, der Bruder Santiagos, war zudem in der Auswahl von Dolores aktiv. Ostolaza wurde bereits im Alter von 15 Jahren zur Ersten Mannschaft beordert und debütierte dort schließlich 16-jährig. Seine Karriere begann 1980 in der Primera División beim Club Atlético Bella Vista. Dort gehörte er bis 1985 zum Kader. Anschließend wechselte er 1986 innerhalb Montevideos zu Nacional. Dort gewann er 1988 mit seinen Mitspielern sowohl die Copa Libertadores als auch den Weltpokal. Ein Jahr später gelang zudem der Sieg bei der Copa Interamericana und der Gewinn der Recopa Sudamericana. Mit der Spielzeit 1990/91 nahm er sein erstes Auslandsengagement an und spielte auch in der Saison 1991/92 für den mexikanischen Verein Cruz Azul. In diesem Zeitraum sind für ihn 72 Einsätze in der Primera División Mexikos verzeichnet, bei denen er acht Treffer erzielte. Im Anschluss daran stand er bei Querétaro Fútbol Club unter Vertrag und kam auf weitere 38 Erstligaeinsätze (zwei Tore) in der 1992/93er-Spielrunde. Zur Clausura 1993 ging er zum argentinischen Klub Gimnasia y Esgrima de La Plata und bestritt zwölf für ihn persönlich torlose Partien. 1994 schloss er erstmals einen Vertrag für eine fußballerische Tätigkeit außerhalb des spanischsprachigen Raum ab und trat für den japanischen Klub Kyōto Sanga in der Japan Football League an. Bereits in der Apertura 1995 kehrte er nach Uruguay zurück und stand im Kader des Defensor Sporting. Weitere Stationen waren in der Clausura 1995 der paraguayische Verein Olimpia, erneut Nacional (20 Spiele/ ein Tor) im Torneo Apertura 1996, in der Spielzeit 1996/97 der Aurora FC und 1997 José Gálvez (ein Spiel / kein Tor). Von der Apertura 1998 bis zur Apertura 1999 engagierte ihn der Club Atlético Rentistas. Als letzte Karrierestation sind im Jahr 2000 die seinerzeit in der Segunda División spielenden Montevideo Wanderers verzeichnet. Dort stand er noch 18 mal auf dem Platz und erzielte ein letztes Tor im Profifußball.

### Nationalmannschaft
Ostolaza wurde 1981 mit der uruguayischen U-20-Auswahl als Mannschaftskapitän Südamerikameister an der Seite von Spielern wie José Batista, Adolfo Barán, Jorge da Silva und Enzo Francescoli. Im Verlaufe des Turniers wurde er von Trainer Aníbal Gutiérrez Ponce sechsmal (kein Tor) eingesetzt. Mit dem uruguayischen Team vertrat er sein Heimatland zudem bei den Panamerikanischen Spielen 1983 und gewann dort mit der Celeste das Fußballturnier. Dabei fungierte er als Mannschaftskapitän. Im Verlauf des Turniers bestritt er alle vier Spiele. 1987 wirkte er im vorolympischen Turnier in Uruguays Auswahl mit. Der Mittelfeldspieler war auch Mitglied der uruguayischen Fußball-A-Nationalmannschaft. Er nahm an der Fußball-Weltmeisterschaft 1990 teil und kam dort in drei Partien zum Einsatz. Ostolaza erzielte in insgesamt 43 vom 16. Oktober 1985 bis zum 13. Oktober 1993 absolvierten Länderspielen für sein Heimatland sechs Tore. Am erfolgreichsten war er dabei bei seiner ersten Teilnahme an der Copa America im Jahr 1989, als er mit Uruguay erst im Finale gegen Brasilien unterlag. 4 Jahre später erreichte er bei seinem zweiten und letzten Turnier nur das Viertelfinale.

### Erfolge

#### Verein
- Weltpokal: 1988
- Copa Libertadores: 1988
- Copa Interamericana: 1989
- Recopa Sudamericana: 1989

#### Nationalmannschaft
- U-20-Südamerikameister 1981
- Goldmedaille bei den Panamerikanischen Spielen 1983

## Trainertätigkeit
Ostolaza trainierte ohne derzeit mögliche genaue zeitliche Konkretisierung mindestens in den Anfangsmonaten des Jahres 2001 die Mannschaft River Plate Montevideos.
Zudem war er bislang Trainer bei Deportivo Maldonado, Montevideo Wanderers, Nacional und Cerro Largo in Uruguay tätig. In Mexiko trainierte er die Vereine Real Sociedad de Zacatecas, Alacranes de Durango und Guerreros FC de Hermosillo. Zuletzt betreute er von März 2011 bis September 2011 den ecuadorianischen Verein Espoli.
Nachdem er wenige Wochen zuvor zum Koordinator der Nachwuchsabteilung von Bella Vista bestellt worden war, wurde er im Februar 2014 als Nachfolger des zur U-20 gewechselten Fabián Coito Nationaltrainer der uruguayischen U-17-Auswahl. Sein Trainerteam bestand aus Adrián Sarkissian, Gonzalo Noguera und Guillermo Souto. Beim 3:0-Sieg am 13. Mai 2014 gegen Paraguays U-17 stand er erstmals in einem offiziellen Länderspiel in der Verantwortung. Nach verpasster WM-Qualifikation mit der U-17 gab er dieses Amt im April 2015 auf und übernahm die Trainingsleitung beim Erstligisten Racing Club de Montevideo. Seine Tätigkeit bei den Montevideanern endete bereits am 1. September desselben Jahres. Am 31. Dezember 2015 wurde vermeldet, dass er fortan die Position des Sportkoordinators im Nachwuchsbereich von Bella Vista bekleiden werde.